# Мон Нимба
Природен резерват „Мон Нимба“ (на френски: Mont Nimba) е защитена територия в Гвинея и Кот д 'Ивоар. Включен е в Списъка списъка на световното културно и природно наследство на ЮНЕСКО.
Заема площ от 17 540 хектара, като 12 540 хектара са в Гвинея, а 5000 хектара – в Кот д' Ивоар. Резерватът обхваща значителна част от рида Нимба, част от Гвинейските височини. Територия, уникална с изключително богатата флора и фауна, включващи голям брой ендемични видове, като живораждащи жаби и подковоносови прилепи. Най-високият връх е Ричард-Молард, достигащ 1752 m височина, е най-високият връх в Гвинея и в Кот д'Ивоар.

## История
Този резерват е създаден в Кот д'Ивоар въз основа на заповед № 4190 ЮВ/Ф през 1943 г. и в Гвинея с указ през 1944 г. Гвинейска част е призната за биосферен резерват през 1980 г. Обединени са в списъка на Световното културно и природно наследство на ЮНЕСКО през 1981 г. (Гвинея) и 1982 (Кот д'Ивоар). Поради проучването на находища и извличане на желязна руда, през 1982 г. резерватът е включен в списъка на ЮНЕСКО на Световното наследство в опасност.

## География
Ридът Нимба е тесен и има дължина около 40 km. Простира се в посока североизток-югозапад. Заема южната част на Гвинейските височини. Най-високият връх е Ричард-Молард, издигащ се на 1752 m височина. Други по-високи върхове са Гран Рочер – 1694 m, Семпер – 1682 m, Пиер Ришад – 1670 m, То – 1675 m. Всички те са разположени в Гвинейската част на резервата. Добивът на висококачествена желязна руда представлява сериозна заплаха за уникалната геоморфологията и дивата природа.

## Климат
Климатът е субекваториален планински. Във височина се наблюдават промени в температурата на въздуха. Максималните температури през деня са между 24 °C и 33 °C. През нощта температурите се понижават до под 10 °C. Някои части на резервата получават значително по-малко валежи, ковто се дължи на образуването на валежна сянка. Южните склонове са по-влажни, отколкото на подветрената страна на северните райони, които са сухи поради преноса на въздушни маси от Сахара. Наблюдава се голямо разнообразие на микроклиматични разновидности, както в рида, така и в природния резерват.

## Околна среда
Резерватът е изключително богат на растителни и животински видове. Срещат се над 2000 вида растения, 317 вида гръбначни животни, от които 107 са бозайници. Също така се срещат и над 2500 вида безгръбначни животни. Резерватът е обект на редица биологични изследвания, защото все още има голям брой непознати видове. Срещат се някои ендемични видове, като живораждащата жаба Нимба (Nimbaphrynoides occidentalis), прилеп (Hipposideros lamottei), Micropotamogale lamottei. Разпространени са някои редки и застрашени животински видове, като западноафриканския лъв (Panthera leo senegalensis), хипопотам джудже (Choeropsis liberiensis), зебров дукер (Cephalophus zebra) и западни шимпанзета (Pan troglodytes verus), които използват камъни като инструменти.
Наземна растителност се променя във височина.
- Низинната част обхваща териториите до 600 m н.в. Тя е покрита с широколистни гори. Гъстотата им е 40 – 70 дървета на хектар. Срещат се около 500 вида дървета.
- Планинските гори заемат териториите между 600 и 1200 – 1400 m. По-ниско, до към 900 m са разпространени полу-листопадни високи гори. Те са по-бедни на разнообразие, отколкото низинните гори. В източната част са разпространени сухи гори.
- Над 1200 – 1400 m са разпространени планинските пасища. Тук се срещат ендемичните растителни видове Asplenium schnellii, Osbeckia porteresii и Blaeria nimbana.

## Любопитни факти
Един от четирите осояди на Лимбург-Брук, които са оборудвани с GPS-трекерами е преминал през този национален парк на 13 ноември 2013 г.

## Галерия
- Границите на резервата Gbakore
- Низинна савана при връх Нимба
- Разположените тропически гори
- Западните шимпанзетата
- Влажни гори
- Планински Протея храсти
- Планински пасища
- Турист над облаците